# Mănăstirea Valea Neagră
Mănăstirea Valea Neagră este o mănăstire ortodoxă din România situată în comuna Nistorești, județul Vrancea.